# Cromer
Cromer è un paese di 7 749 abitanti della contea del Norfolk, in Inghilterra.

## Amministrazione

### Gemellaggi
- Crest, Francia
- Nidda, Germania